# Coppa Agostoni 1949
La Coppa Agostoni 1949, quarta edizione della corsa, si svolse il 17 ottobre 1949 su un percorso di 175 km. La vittoria fu appannaggio dell'italiano Antonio Ausenda, che completò il percorso in 4h59'19", precedendo i connazionali Nello Sforacchi e Giorgio Albani.

## Ordine d'arrivo (Top 3)
| Pos. | Corridore       | Squadra          | Tempo    |
| ---- | --------------- | ---------------- | -------- |
| 1    | Antonio Ausenda | Wilier Triestina | 4h59'19" |
| 2    | Nello Sforacchi | Viscontea        | s.t.     |
| 3    | Giorgio Albani  | Legnano-Pirelli  | s.t.     |